# Signes, Var
Signes är en kommun i departementet Var i regionen Provence-Alpes-Côte d'Azur i sydöstra Frankrike. Kommunen ligger i kantonen Le Beausset som tillhör arrondissementet Toulon. År 2022 hade Signes 3 126 invånare.

## Befolkningsutveckling
Antalet invånare i kommunen Signes
| Referens: INSEE |